# Танковый корпус РККА

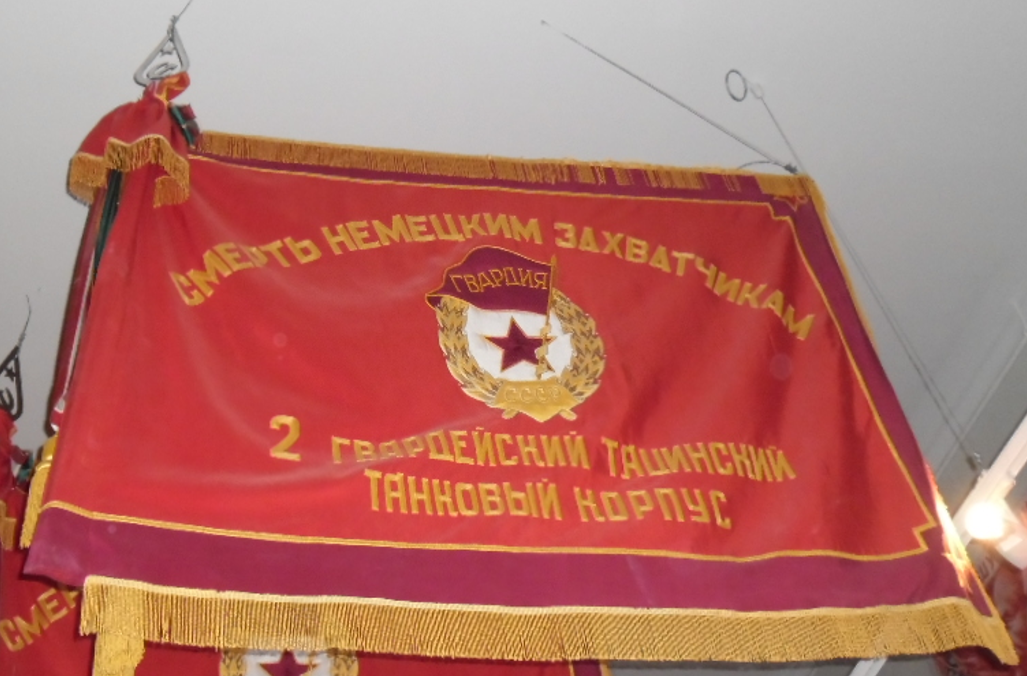
Гвардейское знамя 2-го гвардейского Тацинского танкового корпуса.

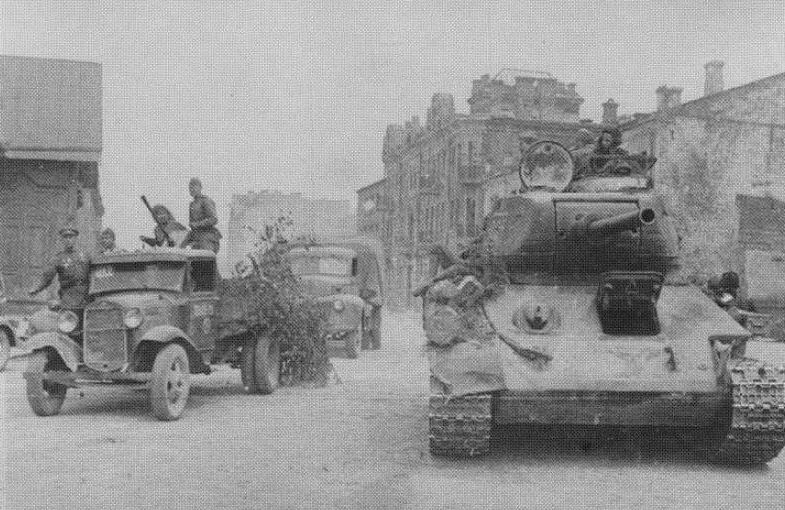
2-й гвардейский танковый корпус в Минске, 1944 год.

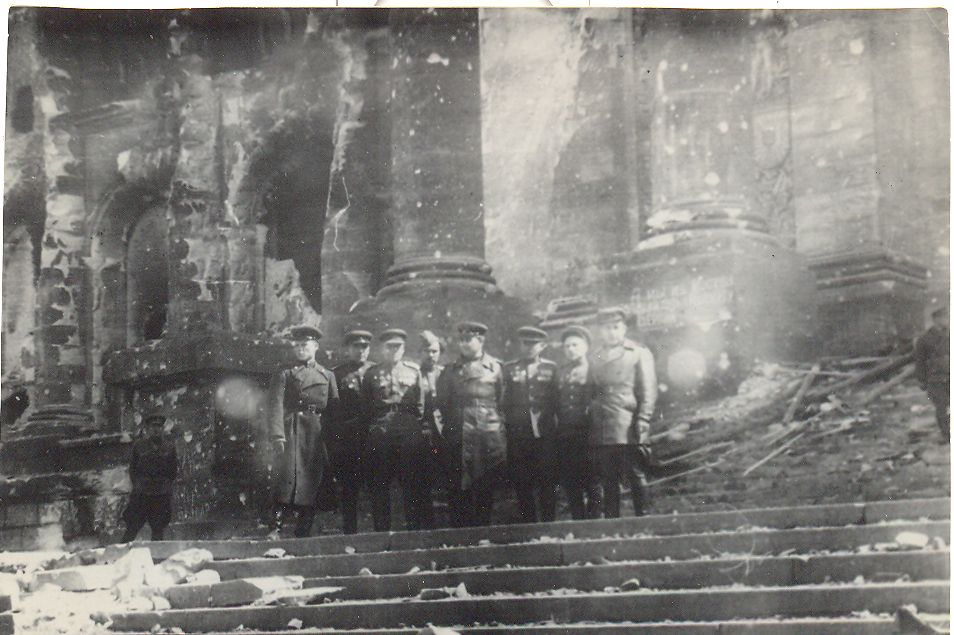
Танкисты 8 гв.тк, Берлин, Рейхстаг, 1945 год.

Танковый корпус РККА — танковое соединение (корпус) в Рабоче-крестьянской Красной армии (РККА), периода 1938—1945 годов.
Сокращённое наименование — тк. При наступлении назначение тк состояло: в развитии успеха наступления фронта (армии) на направлении главного удара, для действий на внешнем фронте окружения группировок противника, его преследования в оперативной глубине, отражения контрударов и в некоторых случаях для завершения прорыва тактической зоны обороны противника. В обороне тк обычно составляли резерв фронта (армии) и применялись для проведения контрударов по вклинившемуся противнику. В 1942 году в майском наступлении РККА на Харьков принимал участие сформированный в апреле обновлённый тип соединения подвижных войск — танковый корпус, по своему составу, однако, аналогичный механизированному. Танковые корпуса обычно составляли фронтовой резерв. С 1943 года с началом сформирования крупных подвижных объединений — танковых армий — танковые корпуса были введены в их состав и составляли их главную ударную силу. Всего в Действующую армию ВС Союза ССР, в годы Великой Отечественной войны, входил 31 танковый корпус.

## История
... Потом слово взял Г. И. Кулик: … В нашем понятии танковые корпуса не нужны, а танковые бригады следует придавать стрелковым или кавалерийским корпусам. Возникает вопрос, нужны ли стрелково-пулемётные бригады? Это не пехота, а танкисты-наездники. Бригады нежизненны в таком виде, как они были. Надо ликвидировать и стрелково-пулемётные батальоны в механизированной или танковой бригаде. ...— С. М. Будённый, «Пройденный путь», недописанная четвёртая книга, «Дон», январь 1975 года.
В период 1932—1938 годов, оборонная промышленность Союза ССР позволила, в механизированных войсках, позднее в автобронетанковых войсках РККА создать основные оперативно-тактическое соединение подвижных войск — механизированные корпуса (мехкорпус, мк) которые в 1938—1939 годах были переформированы в танковые корпуса (тк), в приграничных военных округах, в следующем составе: две лёгкотанковые бригады и одна стрелково-пулемётная бригада и другие части. В тк предусматривалось иметь 500 танков (в основном БТ), 118 артиллерийских орудий и свыше 12 000 человек личного состава. В другом источнике указано что к концу 1937 года в РККА имелись четыре танковых корпуса (10-й, 15-й, 20-й, 25-й), 24 отдельные лёгкие танковые бригады и четыре тяжёлые танковые бригады.
В сентябре 1939 года тк западных военных округов участвовали в военных походах при возвращении Западной Украины, Западной Белоруссии, Прибалтики и Бессарабии.
Позднее, в конце 1939 года, на основании опыта, полученного в войне в Испании, произошло очередное изменение, а именно в сторону уменьшения наибольшей организационно-штатной структуры АБТВ — танковые корпуса были расформированы руководством Красной армии, и танковые бригады, входящие в них, придали статус отдельных. Тогда же было принято решение, что самым крупным соединением в АБТВ станут моторизованные дивизии, которые стали создаваться в мае 1940 года. Но уже в июле 1940 года, на основе сведений, полученных из Франции, были вновь созданы мехкорпуса, как танковое соединение РККА, для «глубокого потрясения фронта противника». 
В начальный период Великой Отечественной войны мк потеряли огромное количество вооружения и военной техники, и руководством РККА было принято решение о их расформировании. 23 августа 1941 года руководство Союза ССР приняло решение танковых дивизий и механизированных корпусов впредь не формировать. 
К концу 1941 года советские автобронетанковые (с декабря 1942 г. — бронетанковые и механизированные) войска организационно состояли из 7 танковых дивизий (4 из них — на Дальнем Востоке), 76 отдельных танковых бригад и 100 отдельных танковых батальонов. Относительная их доля в Сухопутных войсках снизилась до 4,4%. Контрнаступление под Москвой показало, что отсутствие крупных танковых соединений не дает возможности фронтовым и армейским объединениям достигать высоких темпов прорыва тактической обороны противника и стремительно развивать тактический успех в оперативный, вести непрерывное наступление на большую глубину. Учитывая это, советское командование в марте 1942 г. приняло решение о создании первых четырёх танковых корпусов, каждый из которых состоял из двух танковых и одной мотострелковой бригад. Корпус насчитывал в своем составе 5683 человека и 100 танков (20 КВ, 40 Т-34, 40 Т-60), а частей обеспечения не имел.
Но в 1942 году успехи оборонной промышленности, эвакуированной на Восток, позволили начать сформирование тк. Танковые корпуса были самостоятельным средством ведения операций. Они могли быть средством развития успеха в наступлении и мобильным резервом в обороне. Танковый корпус действовал как единое целое и низведение его подразделения до уровня поддержки стрелковых подразделений не практиковалось. Танковые корпуса были ценны тем, что даровали возможность совершать глубокие прорывы сквозь оборонительные линии противника, формируя котлы или нанося тяжёлый урон силам противника. Танковые корпуса появились во второй половине Великой Отечественной войны, что дало РККА, наряду с механизированными корпусами, эффективный маневренный механизированный компонент сухопутных сил, сыгравший ключевую роль в успехе наступательных операций
Вновь танковые корпуса начали формироваться с марта 1942 года. Через месяц после начала формирования, первые танковые корпуса (1, 2, 3, 4) уже отправились на фронт. На апрель 1942 года первые танковые корпуса (тк) состояли из трёх танковых бригад (тбр) и одной мотострелковой бригады (мсбр). Основное вооружение корпуса состояло из 150 основных танков (30 КВ, 60 Т-34, 60 Т-60), 20 76,2-мм орудий, 12 45-мм противотанковых пушек, 20 37-мм зенитных орудий, 66 ПТР, 4 120-мм миномета, 42 82-мм миномета и 539 автомашин.
К 1 июня 1942 года в тк находилась одна тяжёлая тбр (24 KB, 27 Т-60) и две средние (44 Т-34 и 21 Т-60), всего танков стало 181 единица
13 июля 1942 года директивой НКО № 726019сс в состав танкового корпуса включён гвардейский миномётный дивизион (штат № 08/83, 250 чел. л/с, 8 реактивных установок М-13 или М-8), мотоциклетный батальон (штат № 010/389, численность 208 человек, 20 британских бронетранспортёров «Универсал» и 12 бронемашин) и мотоциклетный батальон (штат № 010/353, численность 287 человек и около 100 мотоциклов). В мотострелковой бригаде корпуса танки отсутствовали и она служила средством поддержки танковых бригад либо орудием решения сугубо пехотных задач. Немного позже ввели также две подвижные ремонтные базы и роту подвоза горюче-смазочных материалов. Осенью 1942 г. штатный состав танкового корпуса включал в себя три танковые и одну мотострелковую бригады, а также корпусные части, всего около 8 тыс. человек, 168 танков.
К концу 1942 года в составе РККА находились 20 танковых корпусов.
В мае 1943 года на основании Постановления ГКО Союза ССР № ГКО-3309сс «О прекращении формирований танковых батальонов, танковых и мехбригад, танковых и механизированных корпусов, танковых армий», от 7 мая 1943 года, было прекращено сформирование новых тк.
К концу 1943 г. в составе БТиМВ РККА находилось 24 танковых корпуса.

## Формирования на 1945 год
| Танковые корпуса РККА на 1945 год                                                                                          |
| --- |
| 1-й гвардейский танковый Донской ордена Ленина Краснознамённый, ордена Суворова корпус                                     |
| 2-й гвардейский танковый Тацинский Краснознамённый, ордена Суворова корпус                                                 |
| 3-й гвардейский танковый Котельниковский Краснознамённый, ордена Суворова корпус                                           |
| 4-й гвардейский танковый Кантемировский ордена Ленина, Краснознамённый корпус                                              |
| 5-й гвардейский танковый Сталинградско-Киевский ордена Ленина Краснознамённый, орденов Суворова и Кутузова корпус          |
| 6-й гвардейский танковый Киевско-Берлинский ордена Ленина, Краснознамённый, орденов Суворова и Богдана Хмельницкого корпус |
| 7-й гвардейский танковый Киевско-Берлинский ордена Ленина, дважды Краснознамённый, ордена Суворова корпус                  |
| 8-й гвардейский танковый Краснознамённый корпус                                                                            |
| 9-й гвардейский танковый Уманский ордена Ленина Краснознамённый, ордена Суворова корпус                                    |
| 10-й гвардейский танковый Уральско-Львовский Краснознамённый, орденов Суворова и Кутузова добровольческий корпус           |
| 11-й гвардейский танковый Прикарпатско-Берлинский Краснознамённый, ордена Суворова корпус                                  |
| 12-й гвардейский танковый Уманский ордена Ленина Краснознамённый, ордена Суворова корпус                                   |
| 1-й танковый Инстербургский Краснознамённый корпус                                                                         |
| 5-й танковый Двинский корпус                                                                                               |
| 9-й танковый Бобруйско-Берлинский Краснознамённый ордена Суворова корпус                                                   |
| 10-й танковый Днепровский ордена Суворова корпус                                                                           |
| 11-й танковый Радомско-Берлинский Краснознамённый, орденов Суворова и Кутузова корпус                                      |
| 18-й танковый Знаменско-Будапештский Краснознамённый, орденов Суворова и Кутузова корпус                                   |
| 19-й танковый Перекопский Краснознамённый корпус                                                                           |
| 20-й танковый Звенигородский корпус                                                                                        |
| 23-й танковый Будапештский Краснознамённый, ордена Суворова корпус                                                         |
| 25-й танковый Краснознамённый корпус                                                                                       |
| 29-й танковый Знаменский ордена Ленина Краснознамённый, ордена Суворова корпус                                             |
| 31-й танковый Висленский Краснознамённый, орденов Суворова и Кутузова корпус                                               |

После завершения Второй мировой войны, в связи с демобилизацией СССР, 24 танковых корпуса были переформированы в танковые дивизии, а бригады в полки.

## Состав и организация
| Изменение состава танков и САУ | Изменение состава танков и САУ | Изменение состава танков и САУ | Изменение состава танков и САУ | Изменение состава танков и САУ |
| Танки и ПТ-САУ                 | На 01.04.1942                  | На 01.01.1943                  | На 01.01.1944                  | На 01.05.1945                  |
| ------------------------------ | ------------------------------ | ------------------------------ | ------------------------------ | ------------------------------ |
| КВ                             | 20                             | —                              | 1                              | —                              |
| Т-34                           | 40                             | 98                             | 208                            | 207                            |
| Т-70                           | —                              | 70                             | —                              | —                              |
| Т-60                           | 40                             | —                              | —                              | —                              |
| СУ-152                         | —                              | —                              | 12                             | 21                             |
| СУ-85                          | —                              | —                              | 16                             | 21                             |
| СУ-76                          | —                              | —                              | 21                             | 21                             |
| Всего                          | 100                            | 168                            | 258                            | 270                            |

| Изменение состава артиллерии | Изменение состава артиллерии | Изменение состава артиллерии | Изменение состава артиллерии | Изменение состава артиллерии |
| Калибр                       | На 01.04.1942                | На 01.01.1943                | На 01.01.1944                | На 01.05.1945                |
| ---------------------------- | ---------------------------- | ---------------------------- | ---------------------------- | ---------------------------- |
| 76 мм                        | 20                           | 24                           | 12                           | 36                           |
| 57 мм                        | —                            | —                            | 16                           | 16                           |
| 45 мм                        | 12                           | 12                           | 12                           | 12                           |
| 37 мм                        | 20                           | 2                            | 18                           | 16                           |
| 120 мм                       | 4                            | 4                            | 42                           | 42                           |
| 82 мм                        | 42                           | 48                           | 52                           | 52                           |
| М-13                         | —                            | 8                            | 8                            | 8                            |
| Всего                        | 98                           | 98                           | 160                          | 182                          |

| Перечень частей и соединений, входящих в танковый корпус и их штатная численность (согласно Постановлению ГОКО-2791сс от 28 января 1943 г.). | Перечень частей и соединений, входящих в танковый корпус и их штатная численность (согласно Постановлению ГОКО-2791сс от 28 января 1943 г.). | Перечень частей и соединений, входящих в танковый корпус и их штатная численность (согласно Постановлению ГОКО-2791сс от 28 января 1943 г.). | Перечень частей и соединений, входящих в танковый корпус и их штатная численность (согласно Постановлению ГОКО-2791сс от 28 января 1943 г.). |
| №№ п.п. | Наименование формирований | №№ штатов | Численность |
| --- | --- | --- | --- |
| 1 | Управление корпуса | 010/418 | 122 |
| 2 | Танковая бригада (всего 3) | 010/270 | 1116 |
| | Итого в 3-х тбр | | 3348 |
| 3 | Мотострелковая бригада | 010/420 | 3215 |
| 4 | Миномётный полк | 08/105 | 827 |
| 5 | Самоходно-артиллерийский полк | 08/158 | 304 |
| 6 | Гвардейский миномётный дивизион | 08/83 | 244 |
| 7 | Бронеавтомобильный батальон | 010/289 | 111 |
| 8 | Мотоциклетный батальон | 010/432 | 285 |
| 9 | Батальон связи | 010/419 | 257 |
| 10 | Сапёрный батальон | 010/562 | 491 |
| 11 | Рота подвоза ГСМ | 010/388-А | 74 |
| 12 | Полевая танкоремонтная база | 026/131 | 72 |
| 13 | Полевая авторемонтная база | 026/132 | 70 |
| | Всего с резервом | | 9667 |